# Aguieiradam
De Aguieiradam (Portugees: Barragem da Aguieira), ook bekend als de Foz do Dão Dam (Portugees: Barragem da Foz do Dão), is een betonnen dam in Portugal met meerdere bogen aan de Mondego-rivier, waar de rivier de grens vormt tussen de districten Coimbra en Viseu. De dam bevindt zich in de gemeente Penacova, district Coimbra op de linkeroever en in de gemeente Mortágua, district Viseu, op de rechteroever.
Behalve voor de productie van elektriciteit wordt de dam ook gebruikt voor overstromingsbeheer, watervoorziening en irrigatie.

## De dam
In 1972 werd begonnen met de bouw van de dam. De constructie werd voltooid in 1981. De Companhia Portuguesa de Produção de Electricidade (CPPE) is eigenaar van de dam. De Aguieiradam is een meervoudige boogdam. De lengte is 400 m en de maximale hoogte is 125 m. Het volume van de dam is 365.000 m³. De dam bevat twee noodoverlaten (maximale afvoer 2.080 m³/s) en één bodemuitlaat (maximale afvoer 180 m³/s).

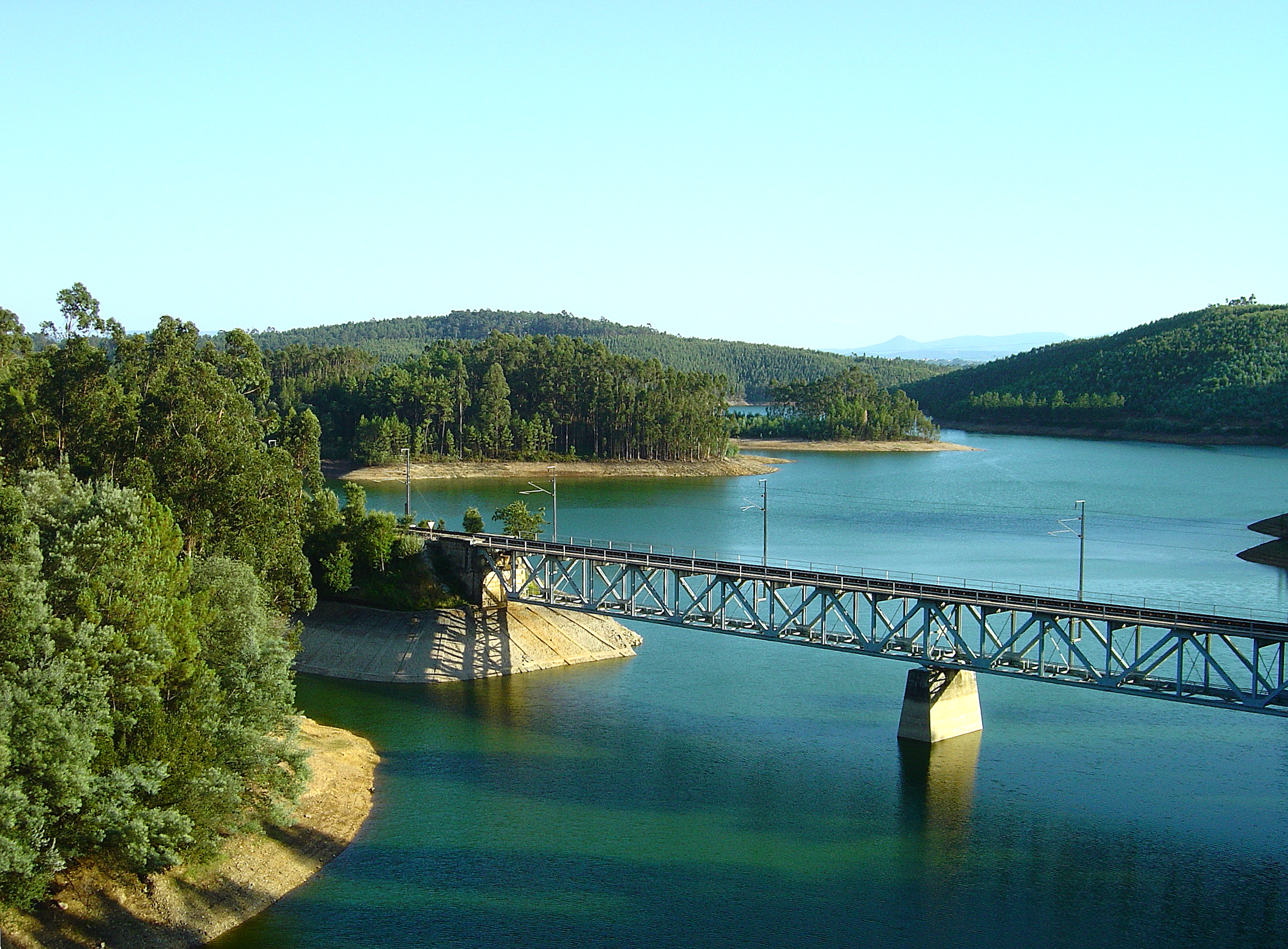
Het reservoir

## Het reservoir
Als het niveau van het reservoir op zijn hoogst is (117 meter) heeft het een oppervlakte van 20 km² met een totale capaciteit van 423 miljoen m³. De actieve capaciteit wordt vermeld als  216 of 253  miljoen m³. Het minimum hoogteniveau is 100 m. Met de 216 miljoen m³ water kan 39,2 GWh kan worden geproduceerd.  Het stuwmeer deed de dorpen Breda (in de gemeente Mortágua) en Foz do Dão (in de gemeente Santa Comba Dão) permanent onder water verdwijnen. Als benedenreservoir voor de Aguieiradam wordt het reservoir van de Raivadam gebruikt.

## De energiecentrale
De energiecentrale werd in 1981 operationeel. Het is een waterkrachtcentrale van het type pompcentrale. Het is eigendom van CPPE, maar wordt geëxploiteerd door het Portugese nutsbedrijf voor elektriciteit Energias de Portugal en Iberdrola. De installatie heeft een theoretische maximumcapaciteit van 336  (270) MW. De gemiddelde opgewekte elektriciteit is 209,9 GWh.